# Белчину
Белчину (рум. Belcinu) — село у повіті Долж в Румунії. Входить до складу комуни Калопер.
Село розташоване на відстані 186 км на захід від Бухареста, 21 км на південь від Крайови.

## Населення
За даними перепису населення 2002 року у селі проживали 604 особи, з них 602 особи (99,7%) румунів. Рідною мовою 603 особи (99,8%) назвали румунську.